# Ole Einar Bjørndalen
Ole Einar Bjørndalen (* 27. ledna 1974 Drammen, Norsko) je bývalý norský biatlonista, osminásobný olympijský vítěz, dvacetinásobný mistr světa a šestinásobný vítěz světového poháru. Během kariéry se dokázal prosadit také mezi specialisty lyžaři.
Bjørndalen se poprvé prosadil na juniorském mistrovství světa v Ruhpoldingu 1993, odkud si překvapivě odvezl tři ze čtyř zlatých medailí. Na mistrovství světa dospělých získal své první medaile v roce 1997 v Osrblie. Jednalo se o stříbrnou medaili ze štafetového závodu a o bronzovou medaili ze stíhacího závodu. První zlatou medaili na světovém šampionátu vybojoval v roce 1998 v Pokljuce, kde napomohl k vítězství v týmovém závodě. Na tomto šampionátu získal také stříbro ve stíhacím závodě. Další stupně vítězů vybojoval také na mistrovstvích v letech 1999, 2000 a 2001. Na mistrovství světa 2003 v Chanty-Mansijsku získal první zlaté medaile také v individuálních závodech, když vyhrál sprint a závod s hromadným startem. V Oberhofu na mistrovství světa 2004 získal čtyři cenné kovy a o rok později, v Hochfilzenu 2005, vybojoval čtyři zlaté medaile – ve sprintu, stíhacím závodě, štafetě a závodě s hromadným startem. V roce 2007 rozšířil sbírku medailí o další tři medaile, z toho dvě zlaté ze sprintu a stíhacího závodu. Na mistrovství světa 2008 v Östersundu obsadil stupně vítězů v pěti závodech a stal se mistrem světa ve stíhacím závodě. Čtyři prvenství vybojoval také v závodech na mistrovství světa 2009 v Pchjongčchangu. V letech 2010–2015 získal na světových šampionátech dalších sedm medailí ve štafetových závodech a na domácím Mistrovství světa v biatlonu 2016 v Oslu získal stříbrnou medaili ve sprintu i v následném stíhacím závodě a s norským mužským týmem dokázal triumfovat ve štafetě. V závodu s hromadným startem přidal ještě bronzovou medaili. Medailovou sbírku rozšířil i na Mistrovství světa v biatlonu 2017 v Hochfilzenu, kde získal ve stíhacím závodě bronzovou medaili.
Na olympijských hrách startoval poprvé v roce 1994 v domácím Lillehammeru, kde se medailově neprosadil. Na olympijských hrách 1998 v Naganu napomohl k zisku stříbrné medaile norské štafetě a stal se olympijským vítězem ve sprintu. Velké úspěchy zaznamenal na olympijských hrách 2002 v Salt Lake City, kde zvítězil ve třech individuálních závodech a také se štafetou. Na dalších olympijských hrách v roce 2006 v Turíně obsadil stupně vítězů ve třech individuálních závodech, nicméně prvenství nevybojoval. V závodě štafet na olympijských hrách 2010 ve Vancouveru získal prvenství a přidal druhé místo ve vytrvalostním závodě. A na olympijských hrách 2014 v Soči se radoval ze zisku zlata hned v úvodním sprinterském závodě, stejně jako při následné olympijské premiéře závodu smíšených štafet a stal se nejstarším vítězem individuální disciplíny v historii zimních olympijských her. Dvojice ruských triumfů ho zároveň pasovala do role nejúspěšnějšího sportovce zimních olympijských her vůbec – když ziskem 13 cenných kovů z olympijských her předstihl svého krajana Bjørna Dæhlieho. V roce 2020 získal dodatečně bronzovou medaili ze závodu štafet na ZOH 2014 po diskvalifikaci ruské štafety.
Ve světovém poháru dokázal šestkrát vyhrát celkové hodnocení, čtyřikrát obsadil druhé místo a jednou třetí místo. Během své kariéry zvítězil ve 125 jednotlivých závodech světového poháru (započítány jsou také výsledky z mistrovství světa a olympijských her). V roce 2006 dokázal vyhrát jeden individuální závod světového poháru v běhu na lyžích ve švédském Gällivare.
V dubnu 2018 oznámil ukončení aktivní sportovní kariéry.

## Biatlon – výsledky

### Olympijské hry a mistrovství světa
| Sezóna  | Akce | Místo                | SP  | SZ  | HZ  | IZ  | ŠT | SŠT | TEAM | Věk    |
| ------- | ---- | -------------------- | --- | --- | --- | --- | -- | --- | ---- | ------ |
| 1993/94 | ZOH  | Lillehammer          | 28. | –   | –   | 36. | 7. | –   | –    | 20 let |
| 1994/95 | MS   | Anterselva           | 4.  | –   | –   | 12. | 5  | –   | –    | 21 let |
| 1995/96 | MS   | Ruhpolding           | 6.  | –   | –   | 19. | 4. | –   | –    | 22 let |
| 1996/97 | MS   | Osrblie              | 9.  | 3.  | –   | 6.  | 2. | –   | 4.   | 23 let |
| 1997/98 | ZOH  | Nagano               | 1.  | #   | –   | 7.  | 2. | –   | #    | 24 let |
| 1998/99 | MS   | Kontiolahti          | 19. | 5.  | #   | #   | 3. | –   | –    | 25 let |
| 1999/00 | MS   | Oslo                 | 5.  | 4.  | 3.  | 20. | #  | –   | –    | 26 let |
| 2000/01 | MS   | Pokljuka             | 19. | 4.  | 2.  | 10. | 3. | –   | –    | 27 let |
| 2001/02 | ZOH  | SL City              | 1.  | 1.  | –   | 1.  | 1. | –   | –    | 28 let |
| 2002/03 | MS   | Chanty-Mansijsk      | 1.  | 8.  | 1.  | 30. | 4. | –   | –    | 29 let |
| 2003/04 | MS   | Oberhof              | 3.  | 3.  | 7.  | 3.  | 2. | –   | –    | 30 let |
| 2004/05 | MS   | Hochfilzen           | 1.  | 1.  | 1.  | 6.  | 1. | –   | –    | 31 let |
| 2005/06 | ZOH  | Turín                | 11. | 2.  | 3.  | 2.  | 5. | #   | –    | 32 let |
| 2006/07 | MS   | Anterselva           | 1.  | 1.  | 4.  | 32. | 2. | –   | –    | 33 let |
| 2007/08 | MS   | Östersund            | 3.  | 1.  | 2.  | 2.  | 2. | –   | –    | 34 let |
| 2008/09 | MS   | Pchjongčchang        | 1.  | 1.  | 4.  | 1.  | 1. | 4.  | –    | 35 let |
| 2009/10 | ZOH  | Vancouver            | 17. | 7.  | 27. | 2.  | 1. | #   | –    | 36 let |
| 2010/11 | MS   | Chanty-Mansijsk      | 22. | 24. | 6.  | 6.  | 1. | 1.  | –    | 37 let |
| 2011/12 | MS   | Ruhpolding           | 21. | 27. | 8.  | 47. | 1. | 1.  | –    | 38 let |
| 2012/13 | MS   | Nové Město na Moravě | 4.  | 10. | 24. | 25. | 1. | –   | –    | 39 let |
| 2013/14 | ZOH  | Soči                 | 1.  | 4.  | 22. | 33. | 4. | 1.  | –    | 40 let |
| 2014/15 | MS   | Kontiolahti          | 12. | 5.  | 4.  | 6.  | 2. | –   | –    | 41 let |
| 2015/16 | MS   | Oslo                 | 2.  | 2.  | 3.  | 17. | 1. | –   | –    | 42 let |
| 2016/17 | MS   | Hochfilzen           | 8.  | 3.  | 23. | 47. | 8. | -   | –    | 43 let |

Poznámka: Výsledky z mistrovství světa se započítávají do celkového hodnocení světového poháru, výsledky z olympijských her se dříve započítávaly, od olympijských her v Soči 2014 se nezapočítávají.

### Světový pohár

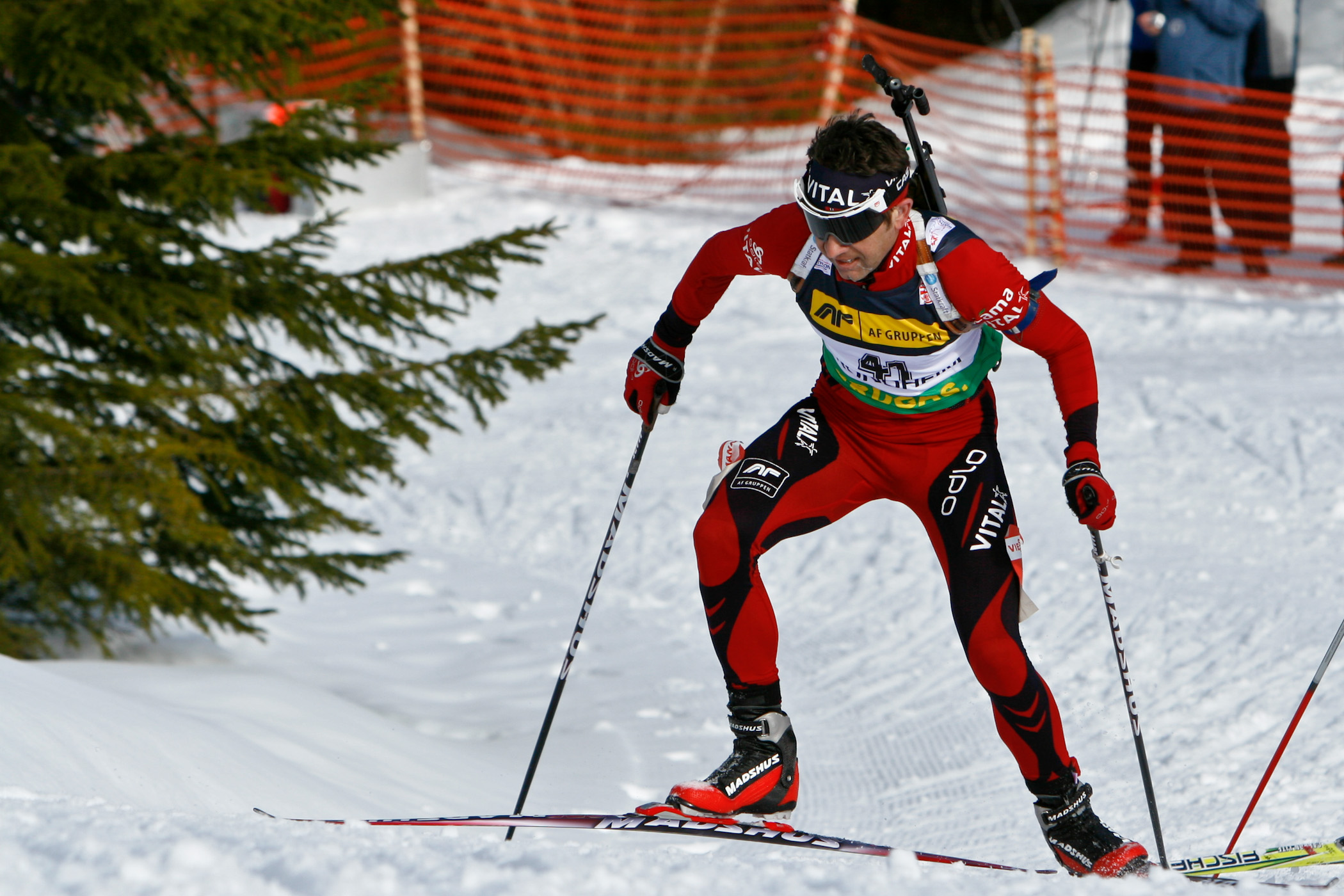
Ole Einar Bjørndalen v roce 2009 v závodě světového poháru v Trondheimu

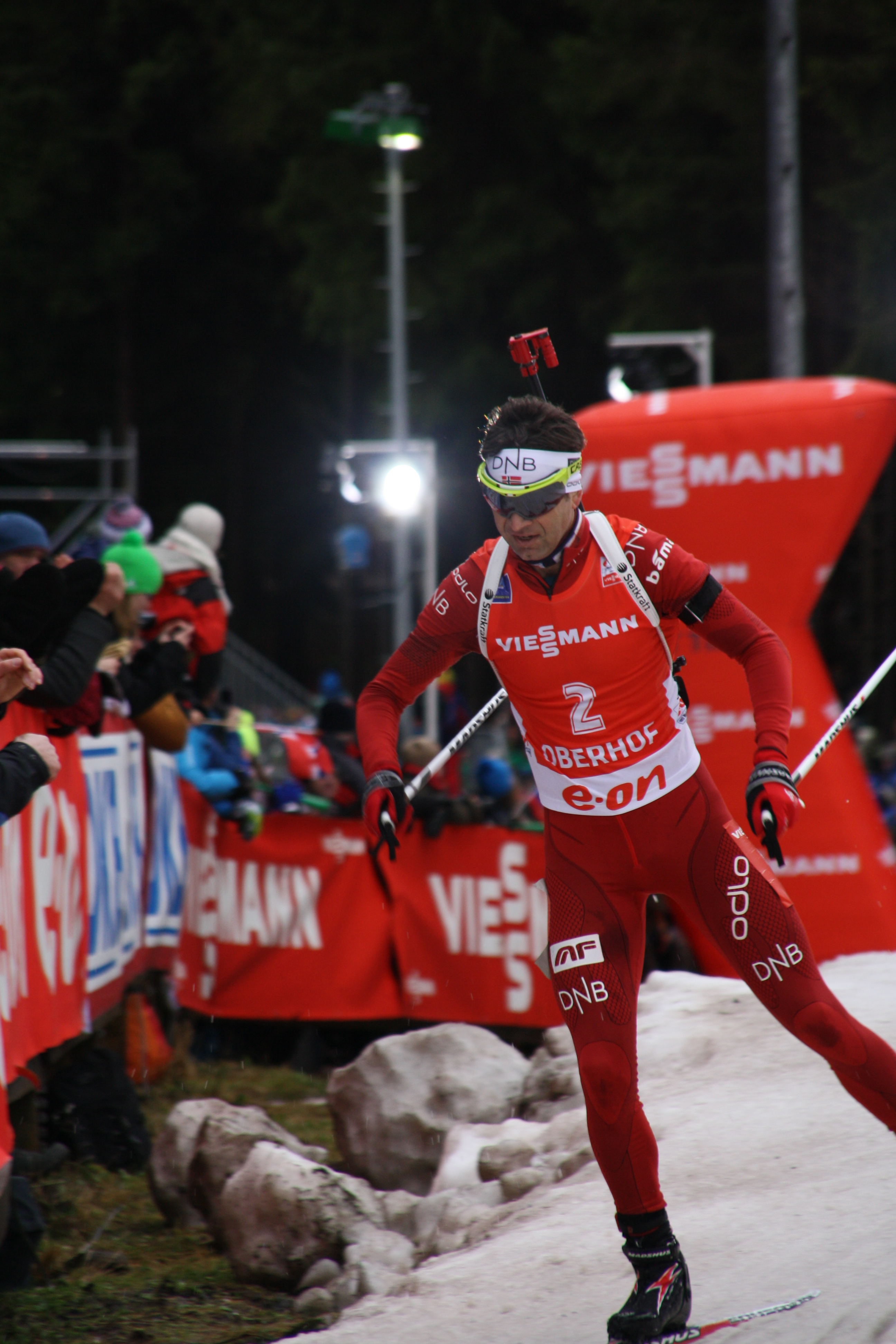
Ole Einar Bjørndalen v roce 2014 v závodě světového poháru v Oberhofu

Sezóna 1992/93
| ČSP              | Místo            | SP         | SZ | HZ | IZ  | ŠT | SŠT | STŘ |
| ---------------- | ---------------- | ---------- | -- | -- | --- | -- | --- | --- |
| 6.               | Kontiolahti      | 92.        | –  | –  | 29. | –  | –   | –   |
| Celkové umístění | Celkové umístění | ?          | –  | –  | ?   | –  | –   | ?   |
| Celkové umístění | Celkové umístění | ? bodů (?) |    |    |     | –  | –   | ?   |

Sezóna 1993/94
| ČSP              | Místo                | SP         | SZ | HZ | IZ  | ŠT | SŠT | STŘ |
| ---------------- | -------------------- | ---------- | -- | -- | --- | -- | --- | --- |
| 1.               | Bad Gastein          | 53.        | –  | –  | –   | –  | –   | –   |
| 2.               | Pokljuka             | 30.        | –  | –  | 52. | –  | –   | –   |
| 3.               | Ruhpolding           | 17.        | –  | –  | –   | –  | –   | –   |
| 4.               | Antholz (Anterselva) | 19.        | –  | –  | –   | –  | –   | –   |
| 5.               | Hinton               | 12.        | –  | –  | 23. | –  | –   | –   |
| 6.               | Canmore              | 17.        | –  | –  | 11. | –  | –   | –   |
| Celkové umístění | Celkové umístění     | ?          | –  | –  | ?   | –  | –   | ?   |
| Celkové umístění | Celkové umístění     | ? bodů (?) |    |    |     | –  | –   | ?   |

Sezóna 1994/95
| ČSP              | Místo            | SP            | SZ | HZ | IZ  | ŠT | SŠT | STŘ |
| ---------------- | ---------------- | ------------- | -- | -- | --- | -- | --- | --- |
| 1.               | Bad Gastein      | 2.            | –  | –  | 10. | –  | –   | –   |
| 2.               | Bad Gastein      | 21.           | –  | –  | 10. | 2. | –   | –   |
| 3.               | Oberhof          | 3.            | –  | –  | 37. | –  | –   | –   |
| 4.               | Ruhpolding       | 10.           | –  | –  | 9.  | –  | –   | –   |
| 5.               | Lahti            | 7.            | –  | –  | 50. | –  | –   | –   |
| 6.               | Lillehammer      | 3.            | –  | –  | 30. | 1. | –   | –   |
| Celkové umístění | Celkové umístění | 1.            | –  | –  | ?   | 3. | –   | ?   |
| Celkové umístění | Celkové umístění | 178 bodů (4.) |    |    |     | 3. | –   | ?   |

Sezóna 1995/96
| ČSP              | Místo                | SP            | SZ | HZ | IZ  | ŠT | SŠT | STŘ |
| ---------------- | -------------------- | ------------- | -- | -- | --- | -- | --- | --- |
| 1.               | Östersund            | 8.            | –  | –  | –   | –  | –   | –   |
| 2.               | Oslo                 | 17.           | –  | –  | 69. | 3. | –   | –   |
| 3.               | Antholz (Anterselva) | 2.            | –  | –  | 1.  | –  | –   | –   |
| 4.               | Osrblie              | 5.            | –  | –  | 58. | 2. | –   | –   |
| 5.               | Pokljuka             | 7.            | –  | –  | 51. | 2. | –   | –   |
| 6.               | Hochfilzen           | 16.           | –  | –  | 90. | 1. | –   | –   |
| Celkové umístění | Celkové umístění     | 6.            | –  | –  | ?   | 2. | –   | ?   |
| Celkové umístění | Celkové umístění     | 141 bodů (9.) |    |    |     | 2. | –   | ?   |

Sezóna 1996/97
| ČSP              | Místo                | SP            | SZ  | HZ  | IZ  | ŠT | SŠT | STŘ |
| ---------------- | -------------------- | ------------- | --- | --- | --- | -- | --- | --- |
| 1.               | Lillehammer          | 41.           | 30. | –   | –   | –  | –   | –   |
| 2.               | Östersund            | 3.            | –   | –   | 22. | 2. | –   | –   |
| 3.               | Oslo                 | 5.            | 3.  | –   | –   | 2. | –   | –   |
| 4.               | Oberhof              | 1.            | 1.  | –   | –   | –  | –   | –   |
| 5.               | Ruhpolding           | 1.            | –   | –   | 2.  | –  | –   | –   |
| 6.               | Antholz (Anterselva) | 16.           | –   | –   | 9.  | 3. | –   | –   |
| 7.               | Nagano               | 2.            | –   | –   | 31. | 2. | –   | –   |
| 8.               | Novosibirsk          | 43.           | –   | 11. | 34. | –  | –   | –   |
| Celkové umístění | Celkové umístění     | 1.            | 3.  | –   | 8.  | 2. | –   | ?   |
| Celkové umístění | Celkové umístění     | 303 bodů (2.) |     |     |     | 2. | –   | ?   |

Sezóna 1997/98
| ČSP              | Místo                | SP            | SZ  | HZ | IZ  | ŠT | SŠT | STŘ |
| ---------------- | -------------------- | ------------- | --- | -- | --- | -- | --- | --- |
| 1.               | Lillehammer          | 13.           | 19. | –  | –   | –  | –   | –   |
| 2.               | Östersund            | 9.            | –   | –  | 21. | 1. | –   | –   |
| 4.               | Ruhpolding           | 2.            | –   | –  | –   | 1. | –   | –   |
| 5.               | Antholz (Anterselva) | 1.            | –   | –  | 10. | 2. | –   | –   |
| 6.               | Pokljuka             | 5.            | 2.  | –  | 3.  | –  | –   | –   |
| 7.               | Hochfilzen           | 12.           | –   | –  | 15. | –  | *1. | –   |
| Celkové umístění | Celkové umístění     | 1.            | ?   | –  | 3.  | 1. | –   | ?   |
| Celkové umístění | Celkové umístění     | 289 bodů (1.) |     |    |     | 1. | –   | ?   |

Sezóna 1998/99
| ČSP              | Místo                | SP            | SZ  | HZ | IZ  | ŠT | SŠT | STŘ |
| ---------------- | -------------------- | ------------- | --- | -- | --- | -- | --- | --- |
| 1.               | Hochfilzen           | 1.            | 2.  | –  | 2.  | –  | –   | –   |
| 2.               | Osrblie              | 13.           | 11. | –  | 77. | 3. | –   | –   |
| 3.               | Oberhof              | 2.            | 1.  | –  | –   | –  | –   | –   |
| 4.               | Ruhpolding           | 37.           | 8.  | 5. | –   | –  | –   | –   |
| 5.               | Antholz (Anterselva) | 4.            | 1.  | –  | –   | 3. | –   | –   |
| 7.               | Val Cartier          | 2.            | 6.  | –  | –   | –  | –   | –   |
| 8.               | Oslo                 | 20.           | 12. | 3. | 4.  | –  | –   | –   |
| Celkové umístění | Celkové umístění     | 5.            | 3.  | 3. | 2.  | 3. | –   | ?   |
| Celkové umístění | Celkové umístění     | 397 bodů (2.) |     |    |     | 3. | –   | ?   |

Sezóna 1999/2000
| ČSP              | Místo                | SP            | SZ | HZ  | IZ  | ŠT | SŠT | STŘ |
| ---------------- | -------------------- | ------------- | -- | --- | --- | -- | --- | --- |
| 1.               | Hochfilzen           | –             | 1. | –   | 1.  | –  | –   | –   |
| 2.               | Pokljuka             | 3.            | 4. | –   | –   | 1. | –   | –   |
| 4.               | Oberhof              | 1.            | 1. | –   | –   | 1. | –   | –   |
| 5.               | Ruhpolding           | 4.            | 2. | 10. | –   | 2. | –   | –   |
| 6.               | Antholz (Anterselva) | 2.            | 1. | –   | –   | –  | –   | –   |
| 7.               | Östersund            | 3.            | –  | –   | –   | –  | –   | –   |
| 8.               | Lahti                | –             | 6. | –   | 42. | –  | 2.  | –   |
| 9.               | Chanty-Mansijsk      | 12.           | 6. | 15. | –   | –  | –   | –   |
| Celkové umístění | Celkové umístění     | 1.            | 1. | 9.  | ?   | 1. | –   | ?   |
| Celkové umístění | Celkové umístění     | 448 bodů (2.) |    |     |     | 1. | –   | ?   |

Sezóna 2000/01
| ČSP              | Místo                | SP            | SZ | HZ | IZ  | ŠT | SŠT | STŘ |
| ---------------- | -------------------- | ------------- | -- | -- | --- | -- | --- | --- |
| 1.               | Hochfilzen           | 1.            | –  | –  | 95. | 4. | –   | –   |
| 2.               | Pokljuka             | 3.            | 2. | –  | –   | 1. | –   | –   |
| 3.               | Osrblie              | 2.            | 1. | –  | 6.  | –  | –   | –   |
| 5.               | Ruhpolding           | 1.            | 4. | –  | –   | 1. | –   | –   |
| 6.               | Antholz (Anterselva) | 1.            | –  | 1. | –   | 2. | –   | –   |
| 7.               | SL City              | 1.            | 1. | –  | 1.  | –  | –   | –   |
| 8.               | Lake Placid          | 2.            | –  | –  | –   | –  | –   | –   |
| 9.               | Oslo                 | 2.            | 2. | 4. | –   | –  | –   | –   |
| Celkové umístění | Celkové umístění     | 1.            | 2. | 2. | 2.  | 1. | –   | ?   |
| Celkové umístění | Celkové umístění     | 911 bodů (2.) |    |    |     | 1. | –   | ?   |

Sezóna 2001/02
| ČSP              | Místo                | SP            | SZ  | HZ  | IZ  | ŠT | SŠT | STŘ |
| ---------------- | -------------------- | ------------- | --- | --- | --- | -- | --- | --- |
| 1.               | Hochfilzen           | 1.            | 1.  | –   | –   | 2. | –   | –   |
| 2.               | Pokljuka             | –             | 14. | –   | 19. | 3. | –   | –   |
| 4.               | Oberhof              | 9.            | 4.  | 14. | –   | –  | –   | –   |
| 6.               | Antholz (Anterselva) | –             | 2.  | –   | 2.  | 1. | –   | –   |
| 7.               | Östersund            | 3.            | 3.  | –   | –   | –  | –   | –   |
| 8.               | Lahti                | 23.           | 6.  | –   | –   | –  | –   | –   |
| 9.               | Oslo                 | 4.            | 6.  | 7.  | –   | –  | –   | –   |
| Celkové umístění | Celkové umístění     | 5.            | 3.  | 17. | 2.  | 1. | –   | ?   |
| Celkové umístění | Celkové umístění     | 692 bodů (3.) |     |     |     | 1. | –   | ?   |

Sezóna 2002/03
| ČSP              | Místo                | SP            | SZ | HZ  | IZ  | ŠT | SŠT | STŘ |
| ---------------- | -------------------- | ------------- | -- | --- | --- | -- | --- | --- |
| 1.               | Östersund            | 9.            | 1. | –   | –   | 1. | –   | –   |
| 2.               | Pokljuka             | 1.            | 1. | –   | –   | 2. | –   | –   |
| 3.               | Osrblie              | 6.            | –  | –   | –   | –  | –   | –   |
| 4.               | Oberhof              | 1.            | –  | 1.  | –   | 8. | –   | –   |
| 5.               | Ruhpolding           | 1.            | 1. | –   | –   | 3. | –   | –   |
| 6.               | Antholz (Anterselva) | –             | –  | 18. | 16. | –  | –   | –   |
| 7.               | Lahti                | 6.            | –  | 1.  | –   | –  | –   | –   |
| 8.               | Oslo                 | 7.            | 1. | –   | –   | 3. | –   | –   |
| Celkové umístění | Celkové umístění     | 1.            | 1. | 1.  | 34. | 3. | –   | ?   |
| Celkové umístění | Celkové umístění     | 737 bodů (1.) |    |     |     | 3. | –   | ?   |

Sezóna 2003/04
| ČSP              | Místo                | SP            | SZ  | HZ | IZ | ŠT | SŠT | STŘ |
| ---------------- | -------------------- | ------------- | --- | -- | -- | -- | --- | --- |
| 1.               | Kontiolahti          | 1.            | 1.  | –  | –  | 6. | –   | –   |
| 2.               | Hochfilzen           | 10.           | 1.  | –  | –  | 1. | –   | –   |
| 4.               | Pokljuka             | 2.            | 1.  | 2. | –  | –  | –   | –   |
| 5.               | Ruhpolding           | 2.            | 1.  | –  | –  | –  | –   | –   |
| 6.               | Antholz (Anterselva) | 10.           | –   | 2. | 7. | –  | –   | –   |
| 7.               | Lake Placid          | 8.            | 7.  | –  | –  | –  | –   | –   |
| 8.               | Fort Kent            | 4.            | 12. | 2. | –  | –  | –   | –   |
| 9.               | Oslo                 | 6.            | 14. | –  | –  | –  | –   | –   |
| Celkové umístění | Celkové umístění     | 2.            | 2.  | 2. | 6. | 1. | –   | ?   |
| Celkové umístění | Celkové umístění     | 901 bodů (2.) |     |    |    | 1. | –   | ?   |

Sezóna 2004/05
| ČSP              | Místo                | SP            | SZ | HZ | IZ | ŠT | SŠT | STŘ |
| ---------------- | -------------------- | ------------- | -- | -- | -- | -- | --- | --- |
| 1.               | Beitostølen          | 1.            | 6. | –  | –  | 1. | –   | –   |
| 2.               | Oslo                 | 1.            | 3. | –  | 2. | –  | –   | –   |
| 4.               | Oberhof              | 4.            | 4. | –  | –  | –  | –   | –   |
| 5.               | Ruhpolding           | 1.            | 1. | –  | –  | 1. | –   | –   |
| 6.               | Antholz (Anterselva) | 1.            | 1. | –  | 1. | –  | –   | –   |
| 8.               | Pokljuka             | –             | –  | 1. | –  | –  | –   | –   |
| 9.               | Chanty-Mansijsk      | 4.            | 1. | 2. | –  | –  | –   | –   |
| Celkové umístění | Celkové umístění     | 1.            | 2. | 1. | 1. | 1. | –   | 84% |
| Celkové umístění | Celkové umístění     | 923 bodů (1.) |    |    |    | 1. | –   | 84% |

Sezóna 2005/06
| ČSP              | Místo                | SP            | SZ | HZ | IZ | ŠT | SŠT | STŘ |
| ---------------- | -------------------- | ------------- | -- | -- | -- | -- | --- | --- |
| 1.               | Östersund            | 4.            | 1. | –  | –  | 1. | –   | –   |
| 2.               | Hochfilzen           | 5.            | –  | –  | 2. | 8. | –   | –   |
| 6.               | Antholz (Anterselva) | 5.            | 5. | 1. | –  | –  | –   | –   |
| 7.               | Pokljuka             | 1.            | 1. | –  | –  | –  | 2.  | –   |
| 8.               | Kontiolahti          | 16.           | 1. | 3. | –  | –  | –   | –   |
| 9.               | Oslo                 | 1.            | 1. | 1. | –  | –  | –   | –   |
| Celkové umístění | Celkové umístění     | 2.            | 1. | 1. | 2. | 4. | –   | 84% |
| Celkové umístění | Celkové umístění     | 814 bodů (1.) |    |    |    | 4. | –   | 84% |

Sezóna 2006/07
| ČSP              | Místo            | SP            | SZ | HZ | IZ | ŠT | SŠT | STŘ |
| ---------------- | ---------------- | ------------- | -- | -- | -- | -- | --- | --- |
| 1.               | Östersund        | 1.            | 1. | –  | 1. | –  | –   | –   |
| 2.               | Hochfilzen       | 1.            | 1. | –  | –  | –  | –   | –   |
| 4.               | Oberhof          | 30.           | 5. | –  | –  | 3. | –   | –   |
| 5.               | Ruhpolding       | 1.            | –  | 1. | –  | 1. | –   | –   |
| 8.               | Oslo             | –             | 1. | 1. | 4. | –  | –   | –   |
| 9.               | Chanty-Mansijsk  | 48.           | 9. | 4. | –  | –  | –   | –   |
| Celkové umístění | Celkové umístění | 10.           | 2. | 1. | 6. | 2. | –   | 83% |
| Celkové umístění | Celkové umístění | 736 bodů (2.) |    |    |    | 2. | –   | 83% |

Sezóna 2007/08
| ČSP              | Místo                | SP            | SZ | HZ | IZ  | ŠT | SŠT | STŘ |
| ---------------- | -------------------- | ------------- | -- | -- | --- | -- | --- | --- |
| 1.               | Kontiolahti          | 1.            | 2. | –  | 29. | –  | –   | –   |
| 2.               | Hochfilzen           | 2.            | 1. | –  | –   | 1. | –   | –   |
| 3.               | Pokljuka             | 1.            | –  | –  | 20. | 4. | –   | –   |
| 4.               | Oberhof              | 2.            | –  | 1. | –   | 1. | –   | –   |
| 5.               | Ruhpolding           | 5.            | 5. | –  | –   | 1. | –   | –   |
| 6.               | Antholz (Anterselva) | 3.            | 7. | 1. | –   | –  | –   | –   |
| 8.               | Chanty-Mansijsk      | 1.            | 7. | 6. | –   | –  | –   | –   |
| 9.               | Oslo                 | 14.           | –  | –  | –   | –  | –   | –   |
| Celkové umístění | Celkové umístění     | 1.            | 1. | 1. | 7.  | 1. | –   | 85% |
| Celkové umístění | Celkové umístění     | 869 bodů (1.) |    |    |     | 1. | –   | 85% |

Sezóna 2008/09
| ČSP              | Místo                | SP             | SZ | HZ | IZ  | ŠT | SŠT | STŘ |
| ---------------- | -------------------- | -------------- | -- | -- | --- | -- | --- | --- |
| 1.               | Östersund            | 4.             | 2. | –  | 24. | –  | –   | –   |
| 2.               | Hochfilzen           | 12.            | 2. | –  | –   | –  | –   | –   |
| 3.               | Hochfilzen           | –              | –  | –  | 14. | –  | –   | –   |
| 4.               | Oberhof              | 23.            | –  | 3. | –   | 3. | –   | –   |
| 5.               | Ruhpolding           | 1.             | 1. | –  | –   | 1. | –   | –   |
| 6.               | Antholz (Anterselva) | –              | –  | 5. | –   | –  | –   | –   |
| 7.               | Vancouver            | 2.             | –  | –  | 18. | –  | –   | –   |
| 8.               | Trondheim            | 2.             | 1. | 1. | –   | –  | –   | –   |
| 9.               | Chanty-Mansijsk      | 2.             | 2. | 3. | –   | –  | –   | –   |
| Celkové umístění | Celkové umístění     | 1.             | 1. | 2. | 4.  | 2. | –   | 83% |
| Celkové umístění | Celkové umístění     | 1080 bodů (1.) |    |    |     | 2. | –   | 83% |

Sezóna 2009/10
| ČSP              | Místo            | SP             | SZ  | HZ  | IZ  | ŠT | SŠT | STŘ |
| ---------------- | ---------------- | -------------- | --- | --- | --- | -- | --- | --- |
| 1.               | Östersund        | 1.             | –   | –   | 43. | 2. | –   | –   |
| 2.               | Hochfilzen       | 1.             | 3.  | –   | –   | –  | –   | –   |
| 4.               | Oberhof          | 14.            | –   | 1.  | –   | 1. | –   | –   |
| 5.               | Ruhpolding       | 2.             | –   | 6.  | –   | 2. | –   | –   |
| 8.               | Oslo             | 54.            | 17. | 13. | –   | –  | –   | –   |
| 9.               | Chanty-Mansijsk  | 5.             | –   | 15. | –   | –  | 2.  | –   |
| Celkové umístění | Celkové umístění | 7.             | 16. | 7.  | 25. | 1. | –   | 86% |
| Celkové umístění | Celkové umístění | 593 bodů (10.) |     |     |     | 1. | –   | 86% |

Sezóna 2010/11
| ČSP              | Místo                | SP             | SZ  | HZ  | IZ  | ŠT | SŠT | STŘ |
| ---------------- | -------------------- | -------------- | --- | --- | --- | -- | --- | --- |
| 1.               | Östersund            | 2.             | 1.  | –   | 2.  | –  | –   | –   |
| 2.               | Hochfilzen           | 10.            | 7.  | –   | –   | 1. | –   | –   |
| 3.               | Pokljuka             | 11.            | –   | –   | 55. | –  | –   | –   |
| 4.               | Oberhof              | 22.            | –   | 21. | –   | 3. | –   | –   |
| 5.               | Ruhpolding           | 17.            | –   | –   | 8.  | –  | –   | –   |
| 6.               | Antholz (Anterselva) | –              | –   | 7.  | –   | 3. | –   | –   |
| 9.               | Oslo                 | 13.            | –   | 3.  | –   | –  | –   | –   |
| Celkové umístění | Celkové umístění     | 14.            | 20. | 7.  | 4.  | 1. | –   | 80% |
| Celkové umístění | Celkové umístění     | 586 bodů (10.) |     |     |     | 1. | –   | 80% |

Sezóna 2011/12
| ČSP              | Místo                | SP             | SZ  | HZ  | IZ  | ŠT  | SŠT | STŘ |
| ---------------- | -------------------- | -------------- | --- | --- | --- | --- | --- | --- |
| 1.               | Östersund            | 9.             | 27. | –   | 43. | –   | –   | –   |
| 2.               | Hochfilzen           | 19.            | 5.  | –   | –   | –   | –   | –   |
| 3.               | Hochfilzen           | 15.            | 2.  | –   | –   | –   | –   | –   |
| 5.               | Nové Město na Moravě | 25.            | 15. | –   | 46. | –   | –   | –   |
| 6.               | Antholz (Anterselva) | 56.            | –   | 10. | –   | 11. | –   | –   |
| 7.               | Oslo                 | 5.             | 10. | 17. | –   | –   | –   | –   |
| 8.               | Kontiolahti          | 4.             | 1.  | –   | –   | –   | –   | –   |
| 9.               | Chanty-Mansijsk      | 47.            | –   | 20. | –   | –   | –   | –   |
| Celkové umístění | Celkové umístění     | 18.            | 5.  | 17. | nkl | 2.  | 11. | 82% |
| Celkové umístění | Celkové umístění     | 548 bodů (16.) |     |     |     | 2.  | 11. | 82% |

Sezóna 2012/13
| ČSP              | Místo            | SP             | SZ  | HZ  | IZ  | ŠT | SŠT | STŘ |
| ---------------- | ---------------- | -------------- | --- | --- | --- | -- | --- | --- |
| 1.               | Östersund        | 34.            | 19. | –   | –   | –  | –   |     |
| 2.               | Hochfilzen       | 16.            | 7.  | –   | –   | 1. | –   | –   |
| 3.               | Pokljuka         | 21.            | 18. | 12. | –   | –  | –   | –   |
| 4.               | Oberhof          | 10.            | 15. | –   | –   | 2. | –   | –   |
| 7.               | Oslo             | 18.            | 12. | 13. | –   | –  | –   | –   |
| 8.               | Soči             | 44.            | –   | –   | 24. | –  | –   | –   |
| 9.               | Chanty-Mansijsk  | 17.            | –   | 25. | –   | –  | –   | –   |
| Celkové umístění | Celkové umístění | 19.            | 16. | 26. | 35. | 2. | –   | 83% |
| Celkové umístění | Celkové umístění | 463 bodů (22.) |     |     |     | 2. | –   | 83% |

Sezóna 2013/14
| ČSP              | Místo                | SP            | SZ  | HZ  | IZ  | ŠT | SŠT | STŘ |
| ---------------- | -------------------- | ------------- | --- | --- | --- | -- | --- | --- |
| 1.               | Östersund            | 12.           | –   | –   | 31. | –  | –   | –   |
| 2.               | Hochfilzen           | 3.            | 5.  | –   | –   | 1. | –   | –   |
| 4.               | Oberhof              | 2.            | 2.  | 21. | –   | –  | –   | –   |
| 6.               | Antholz (Anterselva) | 20.           | 4.  | –   | –   | –  |     | –   |
| 7.               | Pokljuka             | 6.            | 3.  |     | 9.  | –  | –   | –   |
| 8.               | Kontiolahti          | 5.            | DNS | –   | –   | –  | –   | –   |
| 8.               | Kontiolahti          | 40.           | DNS | –   | –   | –  | –   | –   |
| 9.               | Oslo                 | 12.           | 32. | 5.  | –   | –  | –   | –   |
| Celkové umístění | Celkové umístění     | 4.            | 9.  | 8.  | 44. | 5. | –   | 83% |
| Celkové umístění | Celkové umístění     | 556 bodů (6.) |     |     |     | 5. | –   | 83% |

Sezóna 2014/15
| ČSP              | Místo                | SP             | SZ  | HZ  | IZ  | ŠT | SŠT | STŘ  |
| ---------------- | -------------------- | -------------- | --- | --- | --- | -- | --- | ---- |
| 1.               | Östersund            | 8.             | 10. | –   | 6.  | –  | –   | –    |
| 2.               | Hochfilzen           | 40.            | DNS | –   | –   | –  | –   | –    |
| 4.               | Oberhof              | 2.             | –   | 17. | –   | 2. | –   | –    |
| 5.               | Ruhpolding           | 15.            | –   | 5.  | –   | 1. | –   | –    |
| 6.               | Antholz (Anterselva) | 9.             | 4.  | –   | –   | 1. | –   | –    |
| 7.               | Nové Město na Moravě | 35.            | 35. | –   | –   | –  | –   | –    |
| 8.               | Oslo                 | –              | –   | –   | –   | –  | –   | –    |
| 9.               | Chanty-Mansijsk      | 9.             | 27. | –   | –   | –  | –   | –    |
| Celkové umístění | Celkové umístění     | 14.            | 19. | 16. | 11. | 2. | –   | 85 % |
| Celkové umístění | Celkové umístění     | 524 bodů (14.) |     |     |     | 2. | –   | 85 % |

Sezóna 2015/16
| ČSP              | Místo            | SP             | SZ          | HZ          | IZ          | ŠT          | SŠT         | SZD         | STŘ         |
| ---------------- | ---------------- | -------------- | ----------- | ----------- | ----------- | ----------- | ----------- | ----------- | ----------- |
| 1.               | Östersund        | 3.             | 11.         | –           | 1.          | –           | –           | –           | –           |
| 2.               | Hochfilzen       | 16.            | 6.          | –           | –           | –           | –           | –           | –           |
| 3.               | Pokljuka         | 2.             | 8.          | 3.          | –           | –           | –           | –           | –           |
| 4.               | Ruhpolding       | –              | –           | –           | –           | –           | –           | –           | –           |
| 5.               | Ruhpolding       | –              | –           | 30.         | 44.         | 1.          | –           | –           | –           |
| 6.               | Anterselva       | 23.            | 30.         | –           | –           | 3.          | –           | –           |             |
| 7.               | Canmore          | nestartoval    | nestartoval | nestartoval | nestartoval | nestartoval | nestartoval | nestartoval | nestartoval |
| 8.               | Presque Isle     | nestartoval    | nestartoval | nestartoval | nestartoval | nestartoval | nestartoval | nestartoval | nestartoval |
| 9.               | Chanty-Mansijsk  | 41.            | DNS         | ZRU         | –           | –           | –           | –           | –           |
| Celkové umístění | Celkové umístění | 12.            | 15.         | 11.         | 7.          | 1.          | –           | –           | 84 %        |
| Celkové umístění | Celkové umístění | 577 bodů (13.) |             |             |             | 1.          | –           | –           | 84 %        |

Sezóna 2016/17
| ČSP              | Místo                | SP            | SZ  | HZ  | IZ | ŠT | SŠT | SZD | STŘ  |
| ---------------- | -------------------- | ------------- | --- | --- | -- | -- | --- | --- | ---- |
| 1.               | Östersund            | 12.           | 12. | –   | 5. | –  | 1.  | –   |      |
| 2.               | Pokljuka             | 7.            | 9.  | –   | –  | 9. | –   | –   |      |
| 3.               | Nové Město na Moravě | 14.           | 12. | 7.  | –  | –  | –   | –   |      |
| 4.               | Oberhof              | 32.           | 37. | 5.  | –  | –  | –   | –   |      |
| 5.               | Ruhpolding           | 8.            | 34. | –   | –  | 1. | –   | –   |      |
| 6.               | Anterselva           | –             | –   | 10. | 4. | –  | –   | –   |      |
| 7.               | Pchjongčchang        | 26.           | 19. | –   | –  | 3. | –   | –   |      |
| 8.               | Kontiolahti          | 8.            | 29. | –   | –  | –  | –   | –   |      |
| 9.               | Holmenkollen         | 46.           | DNS |     | –  | –  | –   | –   |      |
| Celkové umístění | Celkové umístění     | 8.            | 17. | 7.  | 9. | 4. | 4.  | 4.  | 85 % |
| Celkové umístění | Celkové umístění     | 631 bodů (9.) |     |     |    | 4. | 4.  | 4.  | 85 % |

Sezóna 2017/18
| ČSP              | Místo        | SP          | SZ          | HZ          | IZ          | ŠT          | SŠT         | SZD         | STŘ         |
| ---------------- | ------------ | ----------- | ----------- | ----------- | ----------- | ----------- | ----------- | ----------- | ----------- |
| 1.               | Östersund    | 31.         | 18.         | –           | 18.         | –           | –           | –           |             |
| 2.               | Hochfilzen   | 28.         | 46.         | –           | –           | 1.          | –           | –           |             |
| 3.               | Annecy       | nestartoval | nestartoval | nestartoval | nestartoval | nestartoval | nestartoval | nestartoval | nestartoval |
| 4.               | Oberhof      | 52.         | 36.         | –           | –           | –           | –           | –           |             |
| 5.               | Ruhpolding   | –           | –           | –           | 42.         | –           | –           | –           |             |
| 6.               | Anterselva   | nestartoval | nestartoval | nestartoval | nestartoval | nestartoval | nestartoval | nestartoval | nestartoval |
| 7.               | Kontiolahti  | 12.         | –           | 28.         | –           | –           | –           | –           |             |
| 8.               | Holmenkollen | 66.         | –           | –           | –           | –           | –           | –           |             |
| 9.               | Ťumeň        | 39.         | 32.         | –           | –           | –           | –           | –           |             |
| Celkové umístění |              |             |             |             |             |             |             |             |             |
|                  |              |             |             |             |             |             |             |             |             |

Pozn. starší výsledky (raná 90. léta) nejsou úplné.

### Legenda
- ZOH – zimní olympijské hry
- MS – mistrovství světa
- MSJ – mistrovství světa juniorů
- # – závod mistrovství světa se jel v rámci světového poháru

## Běhy na lyžích - výsledky

### Olympijské hry a mistrovství světa
| Sezóna | D   | Místo         | 15 km F     | 30 km FHZ   | Věk  |
| ------ | --- | ------------- | ----------- | ----------- | ---- |
| 2002   | ZOH | SL City       | –           | 5.          | 28.0 |
| 2003   | MS  | Val di Fiemme | nestartoval | nestartoval | -    |
| 2005   | MS  | Oberstdorf    | 11.         | –           | 31.0 |
| 2006   | ZOH | Turín         | nestartoval | nestartoval | -    |
| 2007   | MS  | Sapporo       | 13.         | –           | 33.0 |

### Světový pohár
| Sezóna  | Místo            | 10/15 km F     | 30 km F/FHZ | Štafeta | Věk  |
| ------- | ---------------- | -------------- | ----------- | ------- | ---- |
| 1998/99 | Muonio           | 23.            | –           | –       | 24.8 |
| 1998/99 | Nové Město na M. | –              | 18.         | –       | 24.9 |
| 1998/99 | celkové umístění | –              | –           | –       | -    |
| 1998/99 | celkové umístění | 21 bodů (63.)  |             | –       | -    |
| 1999/00 | celkové umístění | –              | –           | –       | -    |
| 1999/00 | celkové umístění | nestartoval    |             | –       | -    |
| 2000/01 | celkové umístění | –              | –           | –       | -    |
| 2000/01 | celkové umístění | nestartoval    |             | –       | -    |
| 2001/02 | Kuopio           | 2.             | –           | –       | 27.8 |
| 2001/02 | Ramsau           | –              | 2.          | –       | 27.8 |
| 2001/02 | celkové umístění | –              | –           | –       | -    |
| 2001/02 | celkové umístění | 160 bodů (29.) |             | –       | -    |
| 2002/03 | Kiruna           | 18.            | –           | –       | 28.8 |
| 2002/03 | celkové umístění | –              | –           | –       | -    |
| 2002/03 | celkové umístění | 13 bodů (100.) |             | –       | -    |
| 2003/04 | Beitostølen      | 13.            | –           | 3.      | 29.8 |
| 2003/04 | celkové umístění | –              | –           | –       | -    |
| 2003/04 | celkové umístění | 20 bodů (108.) |             | –       | -    |
| 2004/05 | Kuusamo          | 10.            | –           | –       | 30.8 |
| 2004/05 | Ramsau           | –              | 7.          | –       | 30.9 |
| 2004/05 | Reit im Winkl    | 40.            | –           | –       | 31.0 |
| 2004/05 | celkové umístění | –              | –           | –       | -    |
| 2004/05 | celkové umístění | 62 bodů (64.)  |             | –       | -    |
| 2005/06 | celkové umístění | –              | –           | –       | -    |
| 2005/06 | celkové umístění | nestartoval    |             | –       | -    |
| 2006/07 | Gällivare        | 1.             | –           | 4.      | 32.8 |
| 2006/07 | La Clusaz        | –              | 16.         | 2.      | 32.9 |
| 2006/07 | celkové umístění | –              | –           | –       | -    |
| 2006/07 | celkové umístění | 115 bodů (46.) |             | –       | -    |
| 2007/08 | Beitostølen      | 5.             | –           | –       | 33.8 |
| 2007/08 | celkové umístění | –              | –           | –       | -    |
| 2007/08 | celkové umístění | 45 bodů (81.)  |             | –       | -    |
| 2008/09 | celkové umístění | –              | –           | –       | -    |
| 2008/09 | celkové umístění | nestartoval    |             | –       | -    |
| 2009/10 | celkové umístění | –              | –           | –       | -    |
| 2009/10 | celkové umístění | nestartoval    |             | –       | -    |
| 2010/11 | Gällivare        | 25.            | –           | 13.     | 36.8 |
| 2010/11 | celkové umístění | –              | –           | –       | -    |
| 2010/11 | celkové umístění | 6 bodů (153.)  |             | –       | -    |